# Crass

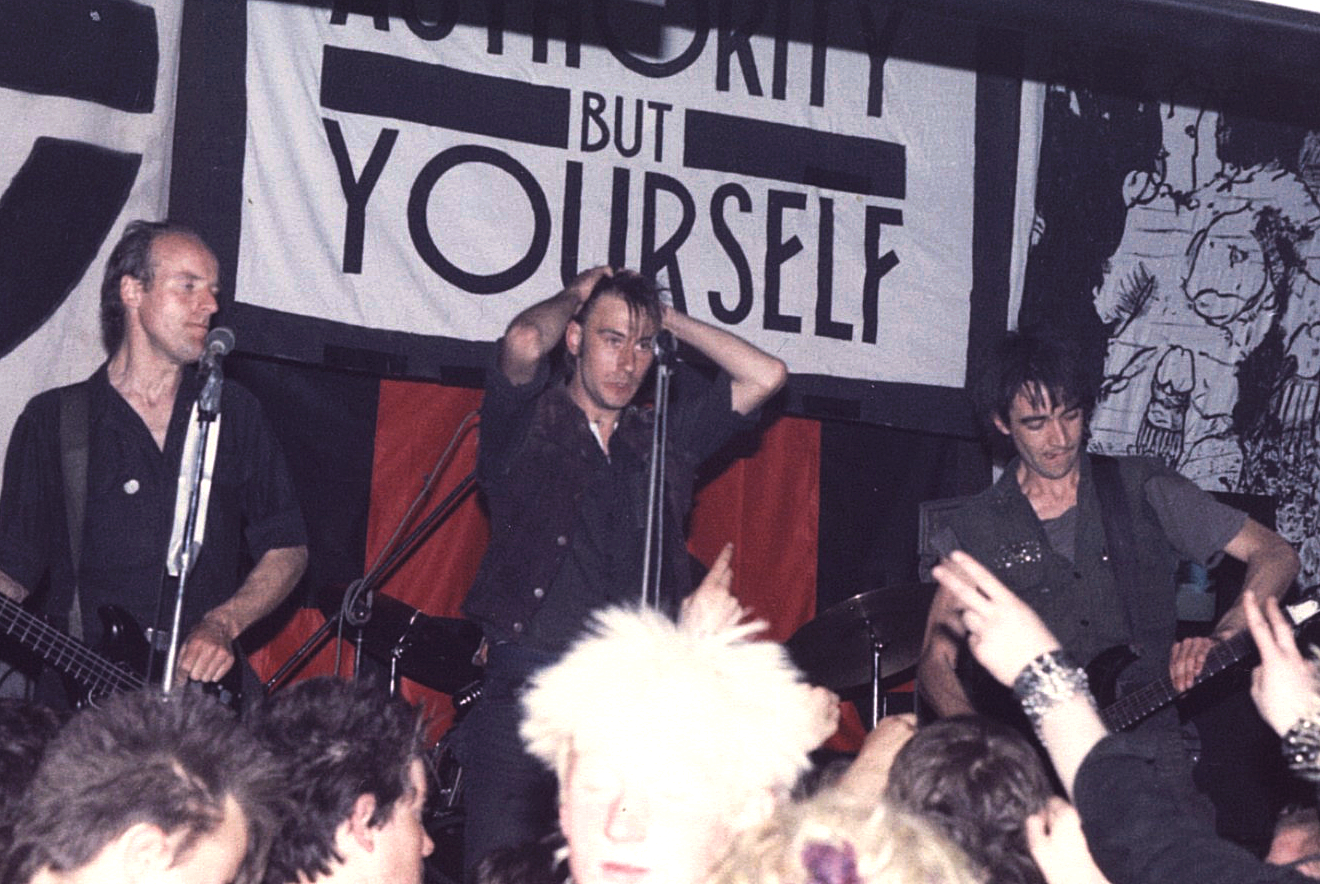
Crass, mei 1984

Crass was een Engelse anarcho-punkband die in 1977 ontstond vanuit de leefgemeenschap Dial House in de buurt van Epping, in Essex, Engeland.
Het eerste album was Feeding of the 5000 dat in een oplage van 5000 werd uitgebracht. Op deze 12" stonden achttien tracks. Het openingsnummer Reality Asylum werd door de platenmaatschappij geweigerd. Crass verwijderde het nummer daarop van de plaat en verving het door twee minuten stilte onder de titel The Sound of Free Speech. Crass begon vervolgens een eigen platenlabel, waarop de elpee alsnog werd uitgebracht met het oorspronkelijke nummer Reality Asylum.

## Leden

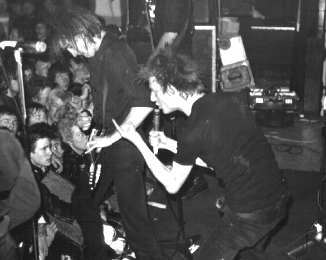
Crass live in Birmingham, 1981

- Steve Ignorant (zang)
- Penny Rimbaud (drums, radio)
- Eve Libertine (zang)
- Joy De Vivre (zang)
- N.A. Palmer (gitaar)
- Pete Wright (basgitaar)
- Phil Free (gitaar)
- Gee Vaucher (artwork & tapes)
- Mick Duffield (films)

## Discografie
(Alle uitgebracht op het Crass-label indien niet anders aangegeven.)
- The Feeding of the 5000 (12" EP, 1978, oorspronkelijk uitgebracht door Small Wonder Records)
- Reality Asylum (7", 1978)
- Stations of the Crass (LP, 1979)
- The Feeding of the 5000 (Second Sitting) (1980, heruitgave van de 1978 Small Wonder release nu op Crass Records, met de ontbrekende track Reality Asylum)
- Penis Envy (LP, 1981)
- Christ the Album/Well Forked - But not dead (dubbel-LP, 1982)
- Yes Sir, I Will (LP, 1983)
- Ten Notes on a Summer's Day  (12" EP, 1986)
- Best Before 1984 (verzamel-LP, 1986)
- Christ: The Bootleg (liveopname van een concert in Nottingham, 1984, in 1989 uitgebracht op Allied Records)
- Christ: The Movie (een aantal korte films van Mick Duffield die tijdens Crass-optredens te zien waren, op VHS uitgebracht in 1990)